# Sahib Shihab
Sahib Shihab, född Edmond Gregory 23 juni 1925 i Savannah, Georgia, USA, död 24 oktober 1989 i Tennessee, var en amerikansk jazzmusiker, främst inom bop, som gjorde sig känd som saxofonist och tvärflöjtist.

## Biografi
Sahib började sin karriär redan som 13-åring då han spelade altsaxofon för Luther Henderson och efter studier vid Boston Conservatory spelade han tillsammans med trumpetaren Roy Eldridge. I mitten av 1940-talet spelade han som förste altsaxofonist i Fletcher Hendersons band.
Han var en av de första jazzmusikerna att konvertera till Islam, vilket han gjorde 1947, och han ändrade då sitt namn till Sahib Shihab. När bopen växte fram under senare delen av 1940-talet blev Sahib en av de ledande altsaxofonisterna inom denna Charlie Parker-influerade stil. Under denna period spelade han tillsammans med Thelonious Monk och samtidigt deltog han på en rad skivinspelningar med musiker som Art Blakey, Kenny Dorham och Benny Golson. I och med att han började spela tillsammans med Dizzy Gillespies storband övergick han till att spela barytonsaxofon. 1957 var Sahib en av de musiker som ingick i Art Kanes välkända gruppfotografi A Great Day in Harlem.
1959 lämnade han Amerika, uttryckligen på grund av USA:s rasistiska politik, och turnerade i Europa tillsammans med Quincy Jones vilket ledde till att han bosatte sig i Skandinavien. Först i Sverige och sedermera i Danmark där han gifte sig med en danska. Han arbetade vid Danmarks Tekniske Universitet och skrev partitur för TV, film och teater. 1961 anslöt han sig till The Kenny Clarke-Francy Boland Big Band och förblev där en förgrundsgestalt under bandets 12 år. I Eurovision Song Contest 1966 spelade han tvärflöjt i låten Nygammal vals framförd av Lill Lindfors och Svante Thuresson.
1973 återvände Shihab till USA under en treårsperiod då han arbetade som studiomusiker för olika pop- och rockartister. Efter detta alternerade han mellan New York och Europa och spelade bland annat tillsammans med Art Farmer. Han dog den 24 oktober 1989 i Tennessee.

## Diskografi
Skivor i urval där Shihab varit bandledare:
- Jazz We Heard Last Summer (1957) - delad LP tillsammans med Herbie Mann
- Jazz Sahib (1957) - med Bill Evans, Phil Woods
- Conversations (1963) - med Allan Botchinsky, Ole Molin, Alex Riel, Niels-Henning Ørsted Pedersen
- Summer Dawn (1964) - med Jimmy Woode (bas), Francy Boland (piano), Kenny Clarke (trummor), Åke Persson (trombon)
- Seeds (1968) - med Francy Boland, Fats Sadi, Jimmy Woode, Jean Warland och Kenny Clarke
- Commitment  - (1970) med Francy Boland, Kenny Clarke, Jimmy Woode, Fats Sadi, Benny Bailey, Ake Persson, Milt Jackson
- Sentiments (1971) - med Niels-Henning Ørsted Pedersen (bas), Jimmy Hopps (trummor), Kenny Drew (piano)
- La marche dans le désert (1972) - tillsammans med Gilson Unit
- Flute Summit (1973, Atlantic Records)
- And All Those Cats (1998) - samlingsskiva